# Porhó
Porhó (románul Pârvova) falu Romániában, a Bánságban, Krassó-Szörény megyében.
Közigazgatásilag Kislaposnokhoz tartozik.

## Fekvése
A Szemenik-hegység délkeleti lábánál, Herkulesfürdőtől 22 km-re északnyugatra, a Craiova-patak két partján fekvő település. Közelében halad a DN57B főút.

## Története
Porhó neve  a 15. században Parhó alakban I. Ulászló király adománylevelében fordult elő először, mikor Gerlistyei Lászlónak és Jánosnak, valamint a Mehadikai családnak Mehadika, Csebnyak, Parho és más helységeket adományozta.
1440–1444 között, majd 1484-ben  Parho néven, 1528-ban Porho, 1566-ban Perho, 1575-ben Perhova, 1598-ban Pirhova, 1785-ben Pirboda, 1808-ban Pirhova, Prhova, 1888-ban Pervova, 1913-ban Porhó néven említették.
1528-ban Zápolyai János király Gerlistyei Gábornak új adományt adott a miháldi kerületben fekvő Mehadika, Csebnyak, Porho, Belethiu, Moznik és más helységek birtokára.
1566-ban a Gerlistyeiek leányága, Fiáth Anna és Marsinay Ferenc Ombozy György ellen pert indítottak a karánsebesi báni széknél a Gerlistyei birtokok: Terregova, Csebnyak és Perho a miháldi, Prilipecz, Gerlistye a halmosi és Kopácsi, Yalissora és Zlatna a sebesi kerületben felosztásáért, mely után több évig tartó per keletkezett, majd 1598-ban Báthory Zsigmond fejedelem rendeli, hogy a nevezett Gerlistyei István, János és Miklós Prilipecz, Ruderia, Csebnyák, Parho stb. falvakban levő részbirtokokból mindegyik jogosult fél megkapja az őt illető részt.
Az 1690–1700. évi összeírás Perhovát a mehádia-orsovai kerületbe tartozónak írta.
1774-ben a zsupáneki zászlóaljhoz került, a végvidéki katonai kormányzás megszűnésekor pedig az oláhbánsági ezred petniki századához tartozott.
A trianoni békeszerződés előtt Krassó-Szörény vármegye Bozovicsi járásához tartozott.
1910-ben 1230 lakosából 34 magyar, 1179 román volt. Ebből 26 fő római katolikus, 1189 görögkeleti ortodox volt.

## Népesség
2002-ben 565 lakosa közül 562 fő (99,47%) román és 3 (0,53%) cseh volt.